# Glaphyria moribundalis
Glaphyria moribundalis là một loài bướm đêm trong họ Crambidae.